# Ma Shenglin
Ma Shenglin est un rebelle soufi jahriyya (en) chinois d'ethnie Hui qui lutta contre la dynastie Qing lors de la révolte des Panthay.
À la fin des années 1860, lorsque le général musulman Ma Rulong (en), fidèle aux Qing, mène la reconquête de l'Ouest du Yunnan, Ma Shenglin défend la ville du Grand Donggou. Des tirs de canons le tuent en 1871.
Ma Shenglin est le grand-oncle de Ma Shaowu, descendant de Ma Mingxin (en), et parent de Ma Yuanzhang (en).